# هایداوت (یوتا)
هایداوت (به انگلیسی: Hideout) شهری در ایالت یوتا کشور ایالات متحده آمریکا است که جمعیت آن در سرشماری سال ۲۰۱۰ میلادی، ۶۵۶ نفر بوده‌است.